# Candy Barr
Candy Barr; eigentlich Juanita Dale Slusher (* 6. Juli 1935 in Edna, Texas; † 30. Dezember 2005 Victoria, Texas) war eine US-amerikanische Burlesque-Tänzerin, Stripperin und Nacktmodell.

## Leben
Durch einen Autounfall verlor Juanita Dale Slusher im Alter von neun Jahren ihre Mutter. Aufgrund problematischer Familienverhältnisse zog sie bereits im Alter von 13 Jahren von zu Hause aus und war als Prostituierte, Zigarettenmädchen oder Kellnerin tätig. Mit 14 Jahren heiratete sie, die Ehe hielt nur kurz.
1951 wirkte sie in dem nur 20-minütigen Schwarz-weiß-Pornofilm Smart Alec (auch Smart Aleck) mit. Sie war zu diesem Zeitpunkt 16 Jahre.  In den folgenden Jahren trat sie als Candy Barr erfolgreich als Burlesque-Tänzerin in Dallas, Los Angeles und in Las Vegas auf und arbeitete als Foto- und Nacktmodell sowie als Choreographin für die 20th Century Fox. Barr geriet mehrmals mit dem Gesetz in Konflikt: 1956 schoss sie aus Notwehr auf ihren zweiten Ehemann und 1957 wurde sie wegen Besitzes von Marihuana zu 15 Jahren Haft verurteilt, saß letztlich aber nur drei Jahre davon ab. Dies wurde landesweit in den USA von der Boulevardpresse aufgegriffen. Ebenso löste ihre Bekanntschaft zu Jack Ruby und Mickey Cohen Kontroversen aus.
Barr agierte auch als Theaterschauspielerin, sie trat in Dallas in der Rolle der Rita Marlowe in dem Stück Will Success Spoil Rock Hunter? auf. 1970 erschien die Dokumentation A History of the Blue Movie über die Geschichte des amerikanischen Pornofilms. In dieser Dokumentation wurde ausführlich über Smart Alec und seine Hauptdarstellerin berichtet. Infolgedessen galt Barr als "erster Pornostar der USA". In späteren Jahren distanzierte sie sich in einem Interview mit dem Playboy von diesem Film. Sie starb 2005 in einem Altersheim an einer Lungenentzündung.
Candy Barr wurde in die Burlesque Hall of Fame in Las Vegas aufgenommen.

## Filmografie / Dokumentation
- 1951: Smart Alec
- 1964: My Tale Is Hot
- 1970: A History of the Blue Movie
- 1976: Nostalgia Blue
- 1998: Playboy: The Story of X